# Wasserkraftwerk Cañón del Pato
Das Wasserkraftwerk Cañón del Pato (spanisch: Central Hidroeléctrica Cañón del Pato) befindet sich am Río Santa im Nordwesten von Peru, 370 km nordnordwestlich der Landeshauptstadt Lima. Das Kraftwerk liegt im Distrikt Huallanca in der Provinz Huaylas der Verwaltungsregion Ancash. In unmittelbarer Nähe befindet sich das Wasserkraftwerk Quitaracsa am Río Quitaracsa, einem rechten Nebenfluss des Río Santa.

## Wasserkraftwerk
Das auf einer Höhe von 1423 m gelegene Kavernenkraftwerk befindet sich in der peruanischen Westkordillere am unteren Ende der namengebenden Schlucht Cañón del Pato (span. für „Enten-Schlucht“), 8 km nordnordöstlich der Provinzhauptstadt Huaylas. 
Das Wasserkraftwerk ging 1958 in Betrieb. Anfangs war das Kraftwerk mit zwei 25 MW-Turbinen ausgestattet. 1967 und 1981 kamen jeweils zwei weitere Turbinen hinzu, so dass sich die Gesamtleistung von 50 MW auf 100 MW und schließlich auf 150 MW erhöhte. Ende der 1990er Jahre wurde das Wasserkraftwerk modernisiert. Die alten Turbinen wurden durch sechs neue Turbinen ersetzt. Im Jahr 2016 übernahm die Kapitalgesellschaft I Squared Capital das Kraftwerk von Duke Energy. Seither wird die Anlage von Orazul Energy Perú S.A. betrieben.
Das Wasserkraftwerk verfügt aktuell über sechs Pelton-Turbinen mit einer Leistung von jeweils 40,6 MW. Das Kraftwerk nutzt eine Brutto-Fallhöhe von 415 m (Netto-Fallhöhe: 383 m). Die Ausbauwassermenge beträgt 72 m³/s. Die Jahresenergieproduktion betrug im Jahr 2015 1580 GWh. Das unterirdisch gelegene Maschinenhaus hat folgende Ausmaße: 110 m lang, 9,5 m breit sowie 14,5 m hoch. Es ist über einen 375 m langen Zugangstunnel erreichbar. Das Umspannwerk (⊙) befindet sich auf der linken Flussuferseite am Ausgang der Schlucht.

## Talsperre
Die Talsperre San Diego (⊙) befindet sich etwa 8,7 Kilometer flussaufwärts am Río Santa. Sie wurde 2001 fertiggestellt und besteht aus einer Gewichtsstaumauer. Diese staut den Fluss insbesondere in der Trockenzeit, so dass eine höhere Fallhöhe erreicht werden kann. An der Talsperre wird ein Großteil des Flusswassers abgeleitet. Das Wasser wird über einen knapp 9 km langen Tunnel entlang dem rechten Talhang zu einer Ausgleichskammer geleitet, von wo aus drei 433,6 m lange Druckstollen zum Kraftwerk führen. Unterhalb des Kraftwerks wird das Wasser wieder dem Fluss zugeführt.

## Weitere Wasserspeicher
Das Einzugsgebiet der Talsperre umfasst 4897 km². Dieses beinhaltet die Westflanke der Cordillera Blanca. Um auch in niederschlagsarmen Zeiten ausreichend Wasser für den Betrieb des Kraftwerks zu gewährleisten, wurden mehrere Seen oberstrom mit Dämmen versehen. Diese sind: Laguna Parón (1992 ⊙), Laguna Cullicocha (1992 ⊙), Laguna Aguascocha (2003  ⊙) und Laguna Rajucolta (2005 ⊙). Diese besitzen einen nutzbaren Stauraum von insgesamt 70 Millionen m³.